# Super BurgerTime
Super BurgerTime é um jogo eletrônico de Arcade lançado em 1990, 8 anos depois de BurgerTime.
Peter Pepper Jr. o filho de Peter Pepper está de volta com o seu irmão gêmeo Pete Pepper Jr. Jogando com Peter / Pete Jr. o jogador controla o chef que deve soltar as camadas de um
hambúrguer para bandejas saltando sobre eles evitando que alimentos de outros personagens que estão te perseguindo em torno do labirinto.